# وژانخوو
وژانخوو (به لاتین: Wziąchów) یک روستا در لهستان است که در گمینا پوگوژلا واقع شده‌است.